# Греджо
Грѐджо (на италиански: Greggio; на пиемонтски: Gregg, Гредж) е село и община в Северна Италия, провинция Верчели, регион Пиемонт. Разположено е на 161 m надморска височина. Населението на общината е 385 души (към 2011 г.).